# Sanctuaire du Saint-Sacrement

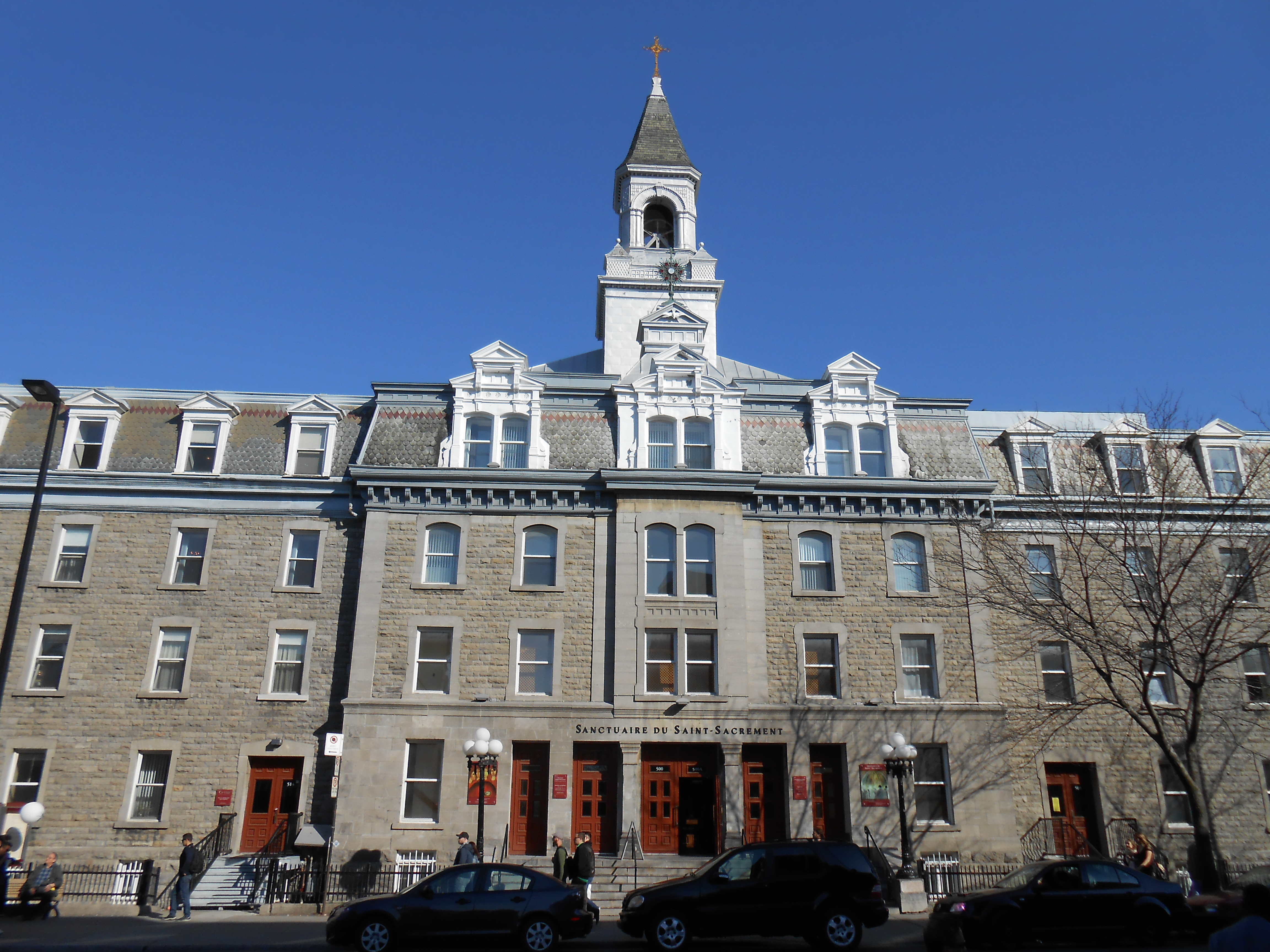
Sanctuaire du Saint-Sacrement, Portalfront mit Annexgebäuden

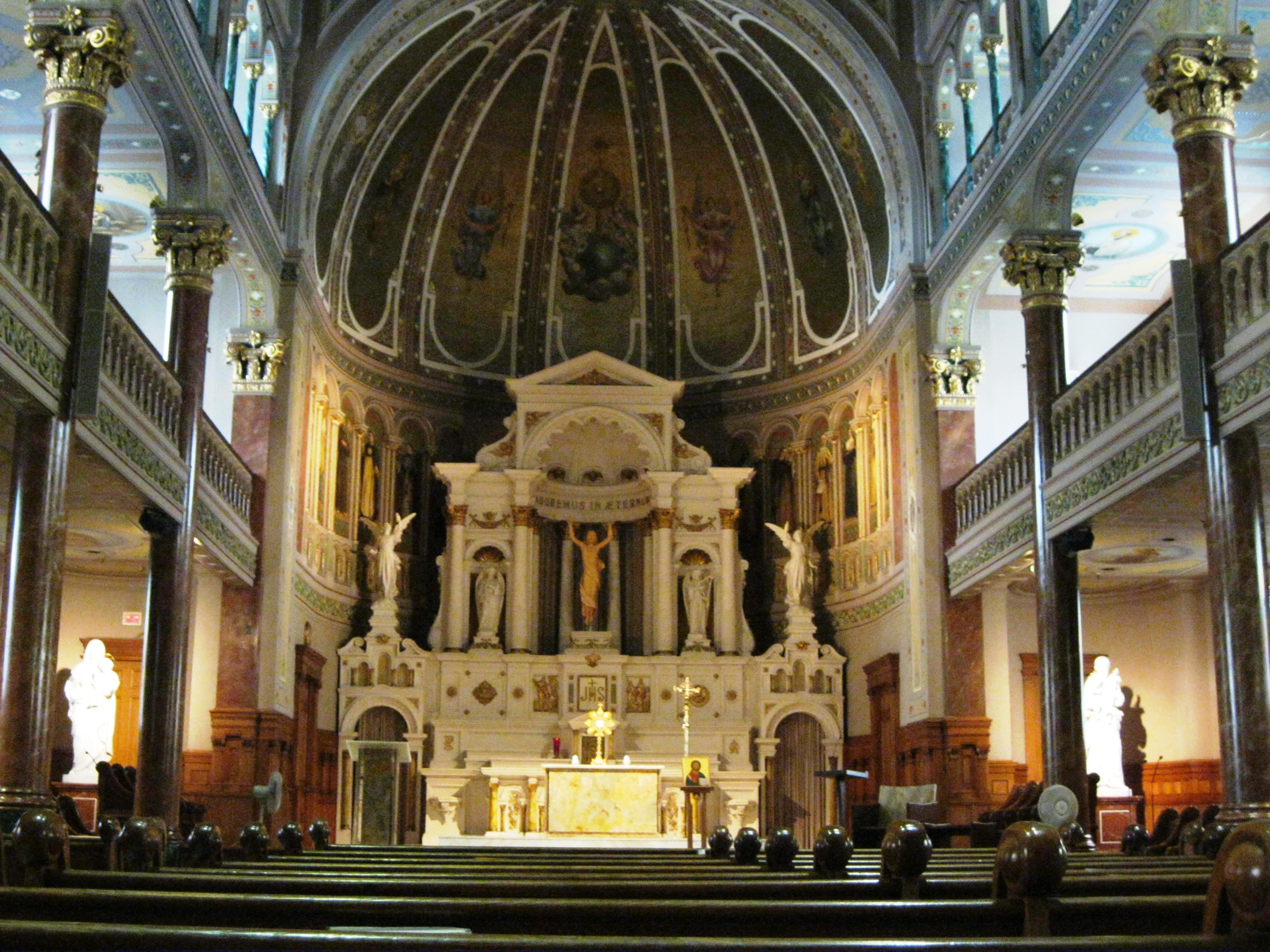
Inneres, Blick zum Altar

Das Sanctuaire du Saint-Sacrement ist eine katholische Wallfahrtskirche in Montréal in Kanada, die der Verehrung des Allerheiligsten Sakraments gewidmet ist. 

## Geschichte
Die Kirche wurde 1890 durch die Kongregation der Prêtres du Saint-Sacrement (Eucharistiner) an der Avenue du Mont-Royal im Stadtbezirk Le Plateau-Mont-Royal errichtet. Seit 1979 steht sie unter Denkmalschutz. Im Jahr 2000 wurde sie von den Eucharistinern aufgegeben. 2004 übertrug Erzbischof Jean-Claude Turcotte ihre Betreuung der französischen Brüder- und Schwesterngemeinschaft Fraternité de Jérusalem.

## Architektur und Ausstattung
Die Kirche im Stil des französischen Neobarock ist eine dreischiffige Hallenkirche mit Rundapsis. Die Seitenschiffe durchziehen doppelte Emporen. Die reiche Ausstattung mit Marmorskulpturen und Bildfenstern kreist um das Thema der Eucharistie.